# Duos pour violon et alto de Mozart

Les deux Duos pour violon et alto KV 423 et KV 424 ont été composés par Wolfgang Amadeus Mozart à Salzbourg en 1783.
L'œuvre de musique de chambre du compositeur ne comporte que très peu de duos (si on exclut les sonates pour instruments et piano). Il a cependant une certaine expérience de cette combinaison musicale, ayant écrit quelques années auparavant sa symphonie concertante, également pour violon et alto.
Mozart compose ces deux pièces en deux jours et deux nuits afin d'aider son ami Michael Haydn, frère de Joseph qui n'a pu achever un cycle de six duos, commandés par l'archevêque Colloredo dont la mésentente avec le musicien salzbourgeois est restée célèbre. Les deux dernières pièces sont donc écrites par Mozart et livrées sous le nom de Haydn à son illustre ennemi. La "supercherie" n'a été révélée qu'à la mort de l'auteur des quatre premiers duos lesquels n'ont été publiés qu'en 1911. En revanche Mozart avait récupéré les partitions de ses propres duos qui ont été publiés chez Artaria en 1792.

## Duo pour violon et alto en sol majeurKV 423
Introduction de l' l'Allegro :
La lecture audio n'est pas prise en charge dans votre navigateur. Vous pouvez télécharger le fichier audio.
Introduction de l'Adagio :
La lecture audio n'est pas prise en charge dans votre navigateur. Vous pouvez télécharger le fichier audio.
Introduction du Rondo : Allegro :
La lecture audio n'est pas prise en charge dans votre navigateur. Vous pouvez télécharger le fichier audio.
Son exécution demande environ 15 minutes et comprend trois mouvements :
1. Allegro,  en sol majeur, à , deux sections répétées deux fois (première section: mesures 1 à 48, seconde section: mesures 49 à 142)
2. Adagio, en do majeur, à 
, 49 mesures
3. Rondo : Allegro, en sol majeur, à , 198 mesures

## Duo pour violon et alto en si bémol majeurKV 424
Introduction de l' l'Allegro (mesure 11) :
La lecture audio n'est pas prise en charge dans votre navigateur. Vous pouvez télécharger le fichier audio.
Introduction de l'Andante cantabile :
La lecture audio n'est pas prise en charge dans votre navigateur. Vous pouvez télécharger le fichier audio.
Première reprise du Thème :
La lecture audio n'est pas prise en charge dans votre navigateur. Vous pouvez télécharger le fichier audio.
Son exécution demande environ 15 minutes et comprend trois mouvements :
1. Adagio - Allegro, en si bémol majeur, à  puis à 
 (mesure 11), 220 mesures, l'Allegro est fait de deux sections répétées deux fois (première section: mesures 11 à 80, seconde section: mesures 81 à 220)
2. Andante cantabile, en mi bémol majeur, à 
, 41 mesures
3. Thema avec 6 variations - Andante grazioso, en si bémol majeur, à , 143 mesures. La variation VI est marquée Allegretto, puis Allegro à 
.

## Sources
- (en) Notice de l'œuvre par Kenneth Martinson